# Oliarus melanochaeta
Oliarus melanochaeta är en insektsart som beskrevs av Franz Xaver Fieber 1876. Oliarus melanochaeta ingår i släktet Oliarus och familjen kilstritar. Inga underarter finns listade i Catalogue of Life.